# Royal Air Force Museum

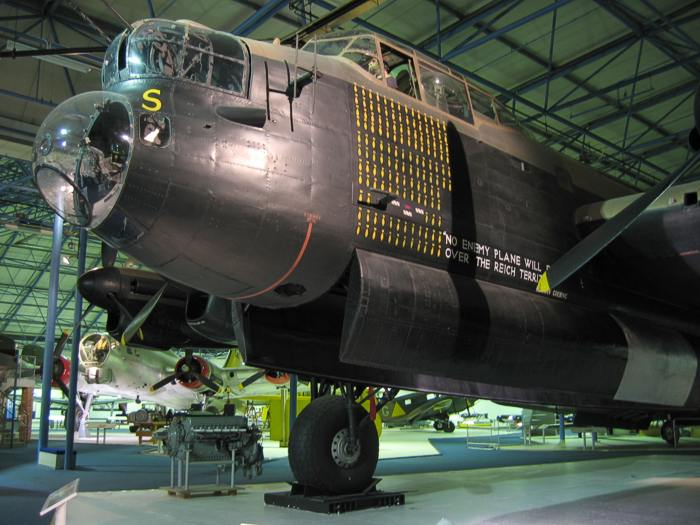
Avro Lancaster ze zbiorów muzeum.

Royal Air Force Museum (RAF Museum) Muzeum Królewskich Powietrznych Sił Zbrojnych to muzeum poświęcone historii awiacji oraz brytyjskich sił powietrznych.
Posiada dwa oddziały:
- RAF Museum London w Colindale (Hendon) w dzielnicy Londynu Barnet
- RAF Museum Cosford w RAF Cosford w Shropshire.